# Caress of Steel Tour
Il Caress of Steel Tour è il terzo tour ufficiale della band canadese  Rush.

## Storia
La tournée promozionale per l'album Caress of Steel inizia con alcune date effettuate tra la fine di agosto ed i primi di settembre 1975, tuttavia l'itinerario vero e proprio prende il via dalla seconda metà di settembre e si protrae per circa 4 mesi, per un totale di 70 esibizioni eseguite tra Canada e Stati Uniti d'America. L'esibizione dal vivo resta il fondamentale mezzo utilizzato dal gruppo per consolidare e far crescere la propria fama: il tour prende il via dopo solo due mesi di pausa dalla precedente serie di concerti.
I Rush si esibiscono sia come gruppo principale che come gruppo spalla per altre band più affermate (ancora una volta, come nel tour precedente, principalmente i Kiss, ma anche Ted Nugent, Nazareth, Mott the Hoople, ed occasionalmente per artisti quali Blue Öyster Cult, Iron Butterfly, Frank Zappa, Aerosmith, Lynyrd Skynyrd). Nelle esibizioni come attrazione principale l'apertura dello show è affidata a vari artisti, tra i quali: Artful Dodger, Joe Meldenson con i Mainline, Max Webster, Heyoka.
Durata approssimativa dello show: 40/60 minuti.
Caress of Steel non ottiene buoni riscontri di vendita, e di conseguenza anche le esibizioni live della band attirano via via sempre meno pubblico rispetto al recente passato, ciò si registra in particolare durante le esibizioni svolte come attrattiva principale, mettendo così una grave ipoteca sul futuro dei Rush, tanto che alla fine del tour il gruppo e lo staff al suo seguito non era in grado di pagarsi uno stipendio. A causa di questo scarso successo il Caress of Steel Tour sarà soprannominato dalla stessa band "Down the Tubes Tour" ("Tour Giù per lo scarico"). Complessivamente comunque si stima in 250.000 unità il pubblico presente agli spettacoli.
Nell'ottobre 2020 è stato realizzato il Tourbook del Caress of Steel Tour, il terzo tour del gruppo per il quale non era prevista nessuna pubblicazione: i tourbook sono stati in origine realizzati solo a partire dal 2112 Tour, mentre i primi tre tour del gruppo non erano accompagnati dalla distribuzione degli opuscoli. La pubblicazione include foto d'epoca, la lista dell'equipaggiamento utilizzato dai musicisti durante il tour, lo staff impiegato nell'organizzazione degli show, sul modello dei tourbook originali resi disponibili per ogni tour della band a partire dal 1976.

## Formazione
- Geddy Lee - basso elettrico, voce
- Alex Lifeson - chitarra elettrica, chitarra acustica, cori
- Neil Peart - batteria, percussioni

## Scaletta
La scaletta proposta durante questa serie di show, così come nei tour precedenti, subisce variazioni di spettacolo in spettacolo. In particolare quando la band si esibisce come gruppo spalla la durata del concerto, e quindi la scaletta stessa, è piuttosto breve; quando la band si esibisce come headliner propone invece una scaletta più articolata.
Ecco la setlist dello show del 15 novembre 1975, tenuto a Rockford (Illinois), come supporter dei Kiss:
- Bastille Day
- Anthem
- Lakeside Park
- The Necromancer
- By-Tor & the Snow Dog
- Working Man / assolo di batteria
- In the Mood

## Date
Calendario completo del tour
| Data              | Città             | Paese                 | Luogo                               | Note                                                      |
| ----------------- | ----------------- | --------------------- | ----------------------------------- | --------------------------------------------------------- |
| 24 agosto 1975    | Ottawa            | Canada                | Central Canada Exhibition           |                                                           |
| 30 agosto 1975    | Moncton           | Canada                | Moncton Coliseum                    |                                                           |
| 27 agosto 1975    | Montréal          | Canada                | Places des Nations                  | aprono per Nazareth                                       |
| 1º settembre 1975 | Thunder Bay       | Canada                |                                     | aprono per Nazareth                                       |
| 15 settembre 1975 | Cochrane          | Canada                | Tim Horton Arena                    |                                                           |
| 17 settembre 1975 | Winnipeg          | Canada                | Winnipeg Arena                      | aprono per Nazareth                                       |
| 19 settembre 1975 | Saskatoon         | Canada                | Saskatoon Arena                     | aprono per Nazareth                                       |
| 20 settembre 1975 | Edmonton          | Canada                | Kimsmen Fieldhouse                  | aprono per Nazareth                                       |
| 21 settembre 1975 | Calgary           | Canada                | Clearwater Beach                    | aprono per Nazareth                                       |
| 26 settembre 1975 | Vancouver         | Canada                | Pacific Coliseum                    | aprono per Nazareth                                       |
| 2 ottobre 1975    | Regina            | Canada                | Trianon Ballroom                    |                                                           |
| 5 ottobre 1975    | St. Catharines    | Canada                | Brock University                    |                                                           |
| 6 ottobre 1975    | Guelph            | Canada                | P. Clark Hall, University of Guelph |                                                           |
| 11 ottobre 1975   | Franklin          | Stati Uniti d'America | Franklin College                    |                                                           |
| 13 ottobre 1975   | Johnson City      | Stati Uniti d'America | Freedom Hall                        | aprono per Aerosmith e Ted Nugent                         |
| 15 ottobre 1975   | Jonesboro         | Stati Uniti d'America | Arkansas State University           |                                                           |
| 16 ottobre 1975   | Joplin            | Stati Uniti d'America | Memorial Auditorium                 |                                                           |
| 17 ottobre 1975   | Lincoln           | Stati Uniti d'America | Pershing Auditorium                 |                                                           |
| 18 ottobre 1975   | Kansas City       | Stati Uniti d'America | Municipal Auditorium                |                                                           |
| 21 ottobre 1975   | Wichita           | Stati Uniti d'America | Century II Performing Art           |                                                           |
| 24 ottobre 1975   | Tulsa             | Stati Uniti d'America | Civic Center                        | aprono per Ted Nugent                                     |
| 25 ottobre 1975   | Amarillo          | Stati Uniti d'America | Civic Center                        | aprono per Ted Nugent                                     |
| 28 ottobre 1975   | San Antonio       | Stati Uniti d'America | Randy's Rodeo                       |                                                           |
| 29 ottobre 1975   | Austin            | Stati Uniti d'America | Armadillo World Headquarters        |                                                           |
| 30 ottobre 1975   | Austin            | Stati Uniti d'America | Armadillo World Headquarters        |                                                           |
| 31 ottobre 1975   | Corpus Christi    | Stati Uniti d'America | Ritz Music Hall                     |                                                           |
| 1º novembre 1975  | Dallas            | Stati Uniti d'America | Electric Ballroom                   |                                                           |
| 3 novembre 1975   | Montreal          | Canada                | Montreal City Hall                  |                                                           |
| 4 novembre 1975   | Lansing           | Stati Uniti d'America | Silver Dollar Saloon                |                                                           |
| 5 novembre 1975   | Battle Creek      | Stati Uniti d'America | The Rafters                         |                                                           |
| 7 novembre 1975   | Akron             | Stati Uniti d'America | Akron Civic Theatre                 | aprono per Ted Nugent                                     |
| 8 novembre 1975   | Cleveland         | Stati Uniti d'America | Allen Theatre                       | aprono per Ted Nugent                                     |
| 9 novembre 1975   | St. Louis         | Stati Uniti d'America | Kiel Auditorium                     |                                                           |
| 11 novembre 1975  | Arlington Heights | Stati Uniti d'America | Hersey High School                  |                                                           |
| 12 novembre 1975  | Macomb            | Stati Uniti d'America | Western Illinois University         | aprono per Ted Nugent                                     |
| 14 novembre 1975  | Fort Wayne        | Stati Uniti d'America | Memorial Coliseum                   | aprono per Frank Zappa                                    |
| 15 novembre 1975  | Rockford          | Stati Uniti d'America | Armory                              | aprono per Kiss                                           |
| 16 novembre 1975  | Madison           | Stati Uniti d'America | Dane County Coliseum                | aprono per Aerosmith e Ted Nugent                         |
| 17 novembre 1975  | Flint             | Stati Uniti d'America | IMA Auditorium                      | aprono per Kiss                                           |
| 18 novembre 1975  | Port Huron        | Stati Uniti d'America | McMorran Arena                      | aprono per Kiss                                           |
| 19 novembre 1975  | Traverse City     | Stati Uniti d'America | Glacier Dome                        | aprono per Kiss                                           |
| 21 novembre 1975  | Terre Haute       | Stati Uniti d'America | Indiana State University            | aprono per Kiss                                           |
| 23 novembre 1975  | Evansville        | Stati Uniti d'America | Roberts Stadium                     | aprono per Kiss e Mott the Hoople                         |
| 26 novembre 1975  | Huntington        | Stati Uniti d'America | Memorial Fieldhouse                 | aprono per Kiss e Mott the Hoople                         |
| 27 novembre 1975  | Fayetteville      | Stati Uniti d'America | Cumberland County Memorial Arena    | aprono per Kiss                                           |
| 28 novembre 1975  | Asheville         | Stati Uniti d'America | Civic Center                        | aprono per Kiss                                           |
| 29 novembre 1975  | Charlotte         | Stati Uniti d'America | Charlotte Park Center               | aprono per Kiss                                           |
| 30 novembre 1975  | Largo             | Stati Uniti d'America | Capital Center                      | aprono per Kiss                                           |
| 2 dicembre 1975   | Columbus          | Stati Uniti d'America | Municipal Auditorium                | aprono per Kiss                                           |
| 3 dicembre 1975   | Dothan            | Stati Uniti d'America | Farm Arena                          | aprono per Kiss                                           |
| 5 dicembre 1975   | Atlanta           | Stati Uniti d'America | The Omni                            | aprono per Kiss                                           |
| 6 dicembre 1975   | Jacksonville      | Stati Uniti d'America | Veterans Coliseum                   | aprono per Kiss                                           |
| 7 dicembre 1975   | South Bend        | Stati Uniti d'America | Morris Civic Center                 |                                                           |
| 10 dicembre 1975  | Hamilton          | Canada                |                                     |                                                           |
| 12 dicembre 1975  | Syracuse          | Stati Uniti d'America | War Memorial Arena                  | aprono per Kiss                                           |
| 14 dicembre 1975  | Boston            | Stati Uniti d'America | The Orpheum                         | aprono per Kiss                                           |
| 15 dicembre 1975  | Toledo            | Stati Uniti d'America | Sports Arena                        | aprono per Lynyrd Skynyrd                                 |
| 18 dicembre 1975  | Waterbury         | Stati Uniti d'America | Palace Theater                      | aprono per Kiss                                           |
| 19 dicembre 1975  | Binghamton        | Stati Uniti d'America | Broome County Arena                 | aprono per Kiss                                           |
| 20 dicembre 1975  | Pittsburgh        | Stati Uniti d'America | Civic Arena                         | aprono per Kiss e Mott the Hoople                         |
| 21 dicembre 1975  | Youngstown        | Stati Uniti d'America | Tomorrow Club                       |                                                           |
| 22 dicembre 1975  | Allentown         | Stati Uniti d'America | Agricultural Hall                   |                                                           |
| 26 dicembre 1975  | Chicago           | Stati Uniti d'America | Aragon Ballroom                     |                                                           |
| 27 dicembre 1975  | Kalamazoo         | Stati Uniti d'America | Wings Stadium                       |                                                           |
| 28 dicembre 1975  | Indianapolis      | Stati Uniti d'America | Convention Center                   | con Blue Öyster Cult, Mott the Hoople, Ted Nugent e altri |
| 29 dicembre 1975  | Detroit           | Stati Uniti d'America | Cobo Hall Arena                     |                                                           |
| 2 gennaio 1976    | Muskegon          | Stati Uniti d'America | L.C. Walker Sports Arena            |                                                           |
| 3 gennaio 1976    | Columbus          | Stati Uniti d'America | Veteran's Memorial Auditorium       | recupero data prevista per il 30 dicembre                 |
| 4 gennaio 1976    | Landover          | Stati Uniti d'America | Capitol Center                      | con Blue Öyster Cult, Ted Nugent, REO Speedwagon e altri  |
| 10 gennaio 1976   | Toronto           | Canada                | Massey Hall                         |                                                           |

## Documentazione
Riguardo al Caress of Steel Tour sono reperibili le seguenti testimonianze cartacee:
- Caress of Steel Tourbook, pubblicato nell'ottobre 2020.